# Cracroft Islands
Cracroft Islands sind eine Inselgruppe zwischen dem Festland der kanadischen Provinz British Columbia und der vorgelagerten Insel Vancouver Island. Cracroft Islands gehören zum Broughton-Archipel und liegen im Regional District of Mount Waddington. Die Inselgruppe besteht hauptsächlich aus der kleineren East Cracroft Island und der wesentlich größeren West Cracroft Island. Getrennt werden die beiden Inseln durch einen schmalen Kanal, der bei Niedrigwasser stellenweise trockenfällt. Die Cracroft Islands sind mit einer Fläche von 150 km², nach Gilford Island und vor Broughton Island, die zweitgrößte Insel des Archipels.
Außerdem wird die Inselgruppe dem Great Bear Rainforest zugerechnet.

## Lage
Die Inselgruppe liegt am östlichen Ende der Königin-Charlotte-Straße. Innerhalb der Inselgruppe des Broughton-Archipels liegt die Inselgruppe im Südosten. Südlich der Insel, durch die Johnstone-Straße getrennt, liegt Vancouver Island. Nördlich liegen an größeren Inseln, getrennt durch die Baronet Passage sowie den anschließenden Clio Channel, von West nach Ost Harbledown Island, Turnour Island sowie Minstrel Island.

## Namensherkunft
Die Inselgruppe wurde 1861 durch George Henry Richards, den Kapitän der HMS Plumper, nach Sophia Cracroft, einer Nichte von John Franklin, benannt. Sophia Cracroft bereiste zuvor als Begleitung von Franklins Frau, Lady Franklin, die Region.